# Billy Gilbert
William „Billy“ Gilbert, eigentlich William Gilbert Baron, (* 12. September 1894 in Louisville, Kentucky; † 23. September 1971 in Hollywood, Kalifornien) war ein US-amerikanischer Komiker und Schauspieler. Seine Markenzeichen, die er in unzähligen Filmen vorführte, waren lautstarke Wutausbrüche und ein ungewöhnliches Niesen. Er ist nicht zu verwechseln mit dem weniger bekannten Stummfilmkomiker gleichen Namens aus der Mannschaft von Mack Sennett.

## Leben
Billy Gilberts Vater arbeitete als Sänger an der Metropolitan Opera. Auch Billy zog es schon früh ins Showgeschäft, Gilbert junior trat bereits mit zwölf Jahren als Vaudeville-Künstler und später am Broadway auf. Bei einer Vorführung wurde er von Stan Laurel entdeckt, der ihn dem Komödienproduzenten Hal Roach vorstellte. Roach nahm Gilbert zunächst nur als Gagschreiber und Regisseur unter Vertrag, sein Filmdebüt als Schauspieler gab er 1929 mit 35 Jahren. Schnell spezialisierte sich der korpulente Schauspieler auf die Darstellung mal tölpelhafter, mal wichtigtuerischer, auch gewalttätiger Charaktere, die stets leicht aus dem Konzept zu bringen waren. Teilweise trat Gilbert auch als dutch character auf, das heißt mit „deutschem“ Einschlag in Sprache und Verhaltensweisen. Zu seinem Markenzeichen, das in zahlreichen Filmen zum Einsatz kam, wurde ein sich langsam aufbauendes, dann gewaltig ausbrechendes Niesen.
Bekannt wurde Gilbert vor allem als Gegenspieler von Laurel und Hardy in insgesamt neun Filmen (zu einem weiteren steuerte er seine Stimme bei). Unter anderem trat er im oscarprämierten Kurzfilm Der zermürbende Klaviertransport (1932) als cholerischer Professor Dr. Schwabendrescher (im englischsprachigen Original: Professor Theodore von Schwarzenhoffen) auf, der das mühsam vom Komikerduo eine lange Treppe heraufgetragene Klavier mit einer Axt zerstört. Am Ende von Die Klotzköpfe verdächtigt er in der Rolle eines aufbrausenden Großwildjägers Hardy, eine Affäre mit seiner Frau zu haben, und eröffnet die Jagd auf ihn. Gilbert wirkte auch in den Kurzfilmen anderer Roach-Komiker wie Todd & Pitts, den Kleinen Strolchen und Charley Chase mit. Roachs Versuche, den Mimen als Starkomiker aufzubauen, schlugen in den Jahren 1932/33 allerdings fehl: Zunächst trat Gilbert an der Seite von Ben Blue in acht Kurzfilmen der Taxi Boys-Reihe auf (in einem weiteren spielte er einen eifersüchtigen Ehemann) und war anschließend zweimal mit Billy Bletcher als die Schmaltz Brothers zu sehen.
Außerhalb der Roach-Studios spielte Billy Gilbert neben Komikern wie den Three Stooges, den Marx Brothers, Wheeler & Woolsey und den East Side Kids. Eine seiner bekanntesten Rollen war die des Kriegsministers Herring, eine Parodie auf Hermann Göring, in Charlie Chaplins Filmklassiker Der große Diktator (1940). Weitere bekannte Filme, in denen der Komiker mitwirkte, waren die Westernkomödie Der große Bluff (1939), die Screwball-Comedy Sein Mädchen für besondere Fälle (1940) und das Liebesdrama Das Haus der sieben Sünden (1940). Gilberts markante Stimme kam auch in Zeichentrickfilmen zum Einsatz: 1937 lieh er dem Zwerg Hatschi in Walt Disneys Zeichentrickfilmklassiker Schneewittchen und die sieben Zwerge sein charakteristisches Niesen. Zehn Jahre später sprach er zudem den Riesen Willie in dem Segment Micky und die Kletterbohne von Fröhlich, Frei, Spaß dabei. In den 1950er-Jahren wandte sich der Komiker zunehmend vom Filmgeschäft ab und arbeitete beim Fernsehen oder am Broadway. Seinen letzten Filmauftritt absolvierte er 1962 in Irwin Allens Jules-Verne-Verfilmung Fünf Wochen im Ballon, in der er in einer Doppelrolle als Sultan und als Auktionator zu sehen ist.
Billy Gilbert war in zweiter Ehe von 1937 bis zu seinem Tod mit der Schauspielerin Ella McKenzie (1911–1987) verheiratet. Er starb 1971 im Alter von 77 Jahren nach einem Schlaganfall und wurde auf dem Odd Fellows Cemetery in Los Angeles begraben. Er wurde mit einem Stern auf dem Hollywood Walk of Fame (6263 Hollywood Blvd.) geehrt.

## Filmografie (Auswahl)
- 1931: Chinatown After Dark
- 1931: Laurel und Hardy – Retter in der Not (One Good Turn)
- 1931: On The Loose
- 1932: Laurel und Hardy – Frischer Fisch (Towed in a Hole)
- 1932: Laurel und Hardy – Der zermürbende Klaviertransport (The Music Box)
- 1932: Laurel und Hardy – Im Krankenhaus (County Hospital)
- 1932: Laurel und Hardy – Ihr erster Fehler (Their First Mistake)
- 1932: Laurel und Hardy – Die Teufelsbrüder (Pack Up Your Troubles)
- 1932: Beine sind Gold wert (Million Dollar Legs)
- 1933: The Keyhole
- 1933: Revolution der Jugend (This Day and Age)
- 1934: Ich kämpfe für dich (Evelyn Prentice)
- 1934: Jene fernen Berge (Them thar Hills)
- 1935: Lockenköpfchen (Curly Top)
- 1935: Skandal in der Oper (A Night at the Opera)
- 1936: Love on the Run
- 1936: Wenn andere schlafen... (Early to Bed)
- 1937: Manuel (Captains Courageous)
- 1937: Maienzeit (Maytime)
- 1937: Gehn wir bummeln (On the Avenue)
- 1937: Broadway Melodie 1938 (Broadway Melody of 1938)
- 1937: Hoheit tanzt inkognito (Rosalie)
- 1937: Schneewittchen und die sieben Zwerge (Snow White and the Seven Dwarfs)
- 1937: 100 Mann und ein Mädchen (One Hundred Men and a Girl)
- 1937: Tarantella (The Firefly)
- 1938: Die Eiskönigin (Happy Landing)
- 1938: Army Girl
- 1938: Breaking the Ice
- 1938: Joy of Living
- 1938: Peck’s Bad Boy with the Circus
- 1938: Laurel und Hardy – Die Klotzköpfe (Blockheads)
- 1939: Der große Bluff (Destry Rides Again)
- 1939: Rio
- 1940: Sein Mädchen für besondere Fälle (His Girl Friday)
- 1940: Women in War
- 1940: Der große Diktator (The Great Dictator)
- 1940: Das Haus der sieben Sünden (Seven Sinners)
- 1940: No, No, Nanette
- 1940: Tin Pan Alley
- 1941: Die Unvollendete (New Wine)
- 1942: Tal des Todes (Valley of the Sun)
- 1942: Arabische Nächte (Arabian Nights)
- 1943: Spotlight Revue
- 1944: Three of a Kind
- 1945: Urlaub in Hollywood (Anchors Aweigh)
- 1947: Fröhlich, Frei, Spaß dabei (Fun and Fancy Free)
- 1948: Ein Bandit zum Küssen (The Kissing Bandit)
- 1956–1961: The Red Skelton Show (Fernsehserie, 5 Folgen)
- 1962: 5 Wochen im Ballon (Five Weeks in a Balloon)